# Dorfkirche Goldebee

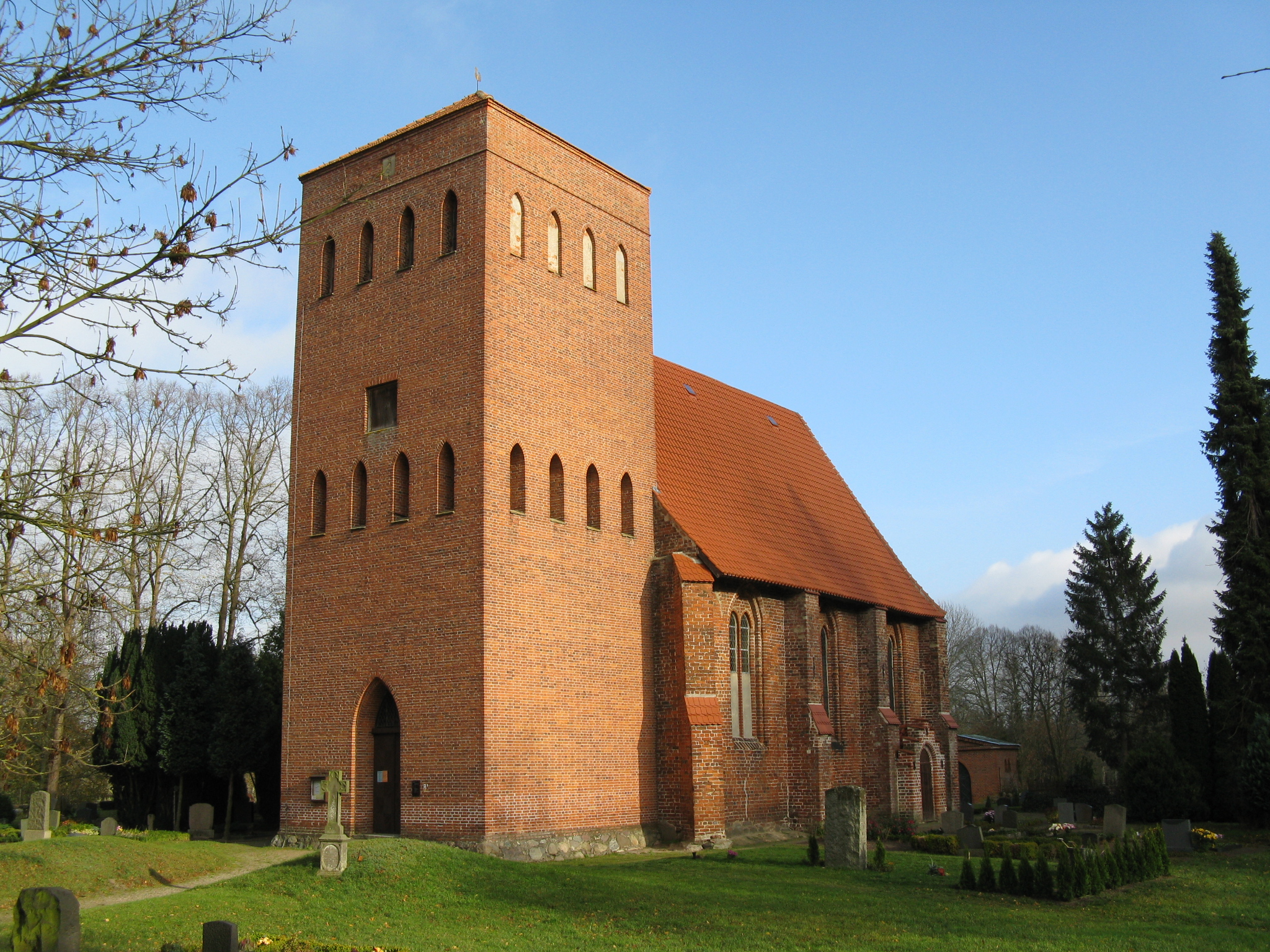
Kirche in Goldebee

Die Dorfkirche Goldebee ist ein evangelisch-lutherisches Kirchengebäude in Goldebee, einem Ortsteil der Gemeinde Benz im Landkreis Nordwestmecklenburg (Mecklenburg-Vorpommern). Sie gehört zur Kirchengemeinde Hornstorf in der Propstei Wismar des Evangelisch-Lutherischen Kirchenkreises Mecklenburg der Evangelisch-Lutherischen Kirche in Norddeutschland.

## Geschichte und Architektur
Die Dorfkirche Goldebee wurde zu Beginn des 15. Jahrhunderts im Stil der Backsteingotik errichtet. An den dreijochigen Saal schließt sich im Osten übergangslos ein polygonaler Chor an. Die Wände sind durch Strebepfeiler sowie zweiteilige Fenster gegliedert, das Ostfenster ist vierteilig. Das Portal im Turm ist spitzbogig. Im Innenraum wurden gebuste Kreuzrippengewölbe eingezogen, die Nordsakristei ist flach gedeckt. Die kleine Südvorhalle wurde wohl zum Ende des 19. Jahrhunderts angebaut. Die beiden Fenster mit Wappenscheiben sind von Jugendstilornamenten gerahmt. Der im klassizistischen Stil 1848 vorgesetzte Westturm wirkt für mecklenburgische Verhältnisse atypisch und trug nie einen Helm. Er wurde als Ummantelung eines älteren Holzturmes errichtet. Vielmehr wurde er im 19. Jahrhundert von mehreren eisernen Kreuzen bekrönt, was ihm einen „Eindruck der Seltsamkeit“ gab. Das Gebäude steht inmitten eines Friedhofes, der durch einen spitzbogigen Durchgang vom 15. Jahrhundert erschlossen ist. Die Durchfahrt und die Fußgängerpforte sind spitzbogig gehalten.

## Ausstattung
- Der barocke Altaraufsatz stammt aus dem Jahr 1712 besitzt einen architektonischen Holzaufbau. Er ist sparsam geschmückt und mit allegorischen Figuren ausgestattet. Die Gemälde zeigen das Abendmahl, die Kreuzigung, sowie die Grablegung.
- Bemerkenswert ist die alte Granitfünte mit Messingeinsatz aus der Zeit um 1300.
- Die schlichte Kanzel wurde um 1666 eingebaut.
- Die Orgel ist ein Werk von Wolfgang Nußbücker aus dem Jahr 1990 mit sechs Registern auf einem Manual und Pedal.[3]
- Die Bronzeglocke wurde 1491 gegossen.